# تیفون ایدا (۱۹۵۸)
تیفون ایداانگلیسی: 狩野川台風, Kanogawa Taifū یا تیفون کانوگاوا، ششمین طوفان مرگباری بود که ژاپن را درنوردید و همچنین یکی از قوی‌ترین طوفان‌های استوایی تاریخ بود. در ۲۰ سپتامبر، ایدا در غرب اقیانوس آرام نزدیک گوام شکل گرفت.